# برونو ماتي
برونو ماتي (بالإيطالية: Bruno Mattei)‏ (و. 1931 – 2007 م) هو مخرج أفلام، وكاتب سيناريو، ومونتير إيطالي، ولد في روما، توفي عن عمر يناهز 76 عاماً، بسبب سرطان الدماغ.

## وصلات خارجية
- برونو ماتي على موقع IMDb (الإنجليزية)
- برونو ماتي على موقع ألو سيني (الفرنسية)
- برونو ماتي على موقع أول موفي (الإنجليزية)
- برونو ماتي على موقع قاعدة بيانات الأفلام السويدية (السويدية)
- برونو ماتي على موقع قاعدة بيانات الفيلم (الإنجليزية)
- برونو ماتي على موقع كينوبويسك (الروسية)